# Гофман, Йосиас Филип
Йосиас Филип Гофман, также Сиас Гофман (нидерл. Josias Philip Hoffman; 1807 — 13 октября 1879, ферма Слооткрааль, район Вепенер, Оранжевое Свободное государство) — бурский политический и государственный деятель. Председатель Временного правительства (23 февраля-29 марта 1854 года) и — впоследствии — первый президент Оранжевого Свободного государства.

## Биография

### У власти
Из семьи буров-переселенцев. Был одним из представителей Смитфильдского района и лидером в коллективе буров, подписавшем 23 февраля 1854 года Конвенцию Оранжевой реки с британцами.
После подписания конвенции Гофман был назначен председателем Временного правительства. В течение нескольких месяцев его должность несколько раз менялась. Так, с 29 марта по 18 апреля года Гофман числился председателем Фольксраада (бурского парламента), а с 18 апреля по 15 июня — и. о. президента новообразованного Оранжевого Свободного государства. Наконец, 15 июня он официально стал полноправным президентом страны.
Как Хоффман, так и его государственный секретарь Якобус Грюнендаль были инвалидами, по причине чего их правительство получило насмешливое прозвище «правительство инвалидов».

### Отставка
Президентство Гофмана продлилось менее года, оборвавшись в результате политического инцидента. Однажды Гофман подарил вождю народа басуто, с которым буры находились в крайне напряжённых отношениях, Мошвешве I, бочонок пороха, и скрыл это от Фольксраада. Когда о случившемся стало известно бурам, возмущение, вызванное не столь самим фактом дарения, сколько сокрытием его от Фольксраада, заставило Гофмана уйти в отставку. Это произошло 10 февраля 1855 года, после чего главой государства на некоторое время стал и. о. президента, а 27 августа новым президентом Оранжевого государства был назначен Якобус Николас Бошофф.
Гофман умер на своей ферме Слоткрааль на территории Оранжевого Свободного государства 13 октября 1879 года.